# Михнево (Старая Купавна)
Михнево — упразднённая деревня, располагавшаяся на территории Богородского городского округа Московской области России. В настоящее время входит в состав города Старая Купавна.

## География
Находилась в северо-восточной части области, в зоне хвойно-широколиственных лесов, к югу от автодороги М7, на расстоянии примерно 13 километров (по прямой) к западо-юго-западу от города Ногинска, административного центра округа.

### Климат
Климат характеризуется как умеренно континентальный, с умеренно холодной зимой и тёплым летом. Среднегодовая температура воздуха — +5,7 °C. Средняя температура воздуха самого холодного месяца (января) — −7,3 °C (абсолютный минимум — −45 °C), средняя температура самого тёплого (июля) — +20,1 °С (абсолютный максимум — +38,5 °C). Годовое количество атмосферных осадков — 560 мм, из которых около 70 % выпадает в период с апреля по октябрь.

## История
По данным 1926 года в деревне насчитывалось 31 хозяйство (в том числе 17 крестьянских) и проживало 144 человека (67 мужчин и 77 женщин). Являлась центром Миневского сельсовета Васильевской волости Богородского уезда Московской губернии.